# Claude Morini
Pour les articles homonymes, voir Morini.
Claude Morini (pseudonyme de Claude Bourgeau), né le 3 octobre 1939 à Limoges (France) et mort par suicide le 22 mai 1982 à Nice (France), est un artiste peintre et graveur français.

## Biographie
L'enfance de Claude est marquée par l'image de son grand-père maternel, le peintre impressionniste hongrois Edmund (Ödön) Pick, surnommé "Morino" (né le 13 mars 1877 dans la ville de Komárno), qu'il ne rencontra qu'une seule fois et à qui - avec sa mère Carmen qui sut aussi l'éveiller très tôt à la passion de peindre - il doit pourtant de côtoyer la peinture depuis toujours. C'est en mémoire affectionnée de "Morino" que l'artiste signera son œuvre Claude Morini: « Je suis peintre grâce à lui et je porte son nom pour que son nom reste ».
Si l'enfance (école primaire à Limoges) et l'adolescence (Lycée de La Rochelle) sont peu portées sur les études, l'éducation chrétienne qu'il reçoit de Carmen (de son métier assistante sociale) s'accompagne d'un sentiment de sollicitude, de solidarité, de "devoir donner au prochain" qui restera chez Claude une ligne directrice: « un peintre, dira-t-il plus tard, doit être dur pour lui, car il a un devoir: il doit donner ». Pour l'heure, l'adolescent fonde au Lycée de La Rochelle un groupe d'action sociale qu'il baptise "A.V.S." ("À votre service") à vocation de visiter et d'apporter nourriture aux nécessiteux.
En 1956, Claude se rend en pèlerinage à Assise sur les traces de saint François. La découverte émerveillée des fresques de Giotto y déplace sa sensibilité de la vocation caritative vers la peinture. L'année suivante, il entame néanmoins à Paris des études de commerce propres à rassurer ses parents mais inadaptées à son tempérament, encore tout imprégné de la spiritualité d'Assise. Si à Paris - dont par contraste il n'aime ni le bruit, ni la vie pressée, ni les convenances, ni la primauté de l'argent - il fonde encore un groupe d'aide aux personnes âgées, « je crois que ne suis pas sur la bonne route », écrit-il à Carmen en fin d'année 1957 : dans un premier temps, il suit les cours dominicaux d'histoire de l'art donnés par l'École du Louvre, puis, dans un second temps (novembre 1957), s'inscrit en peinture dans l'atelier de Guillaume Met de Penninghen (appelé à devenir l'École supérieure d'arts graphiques Penninghen), peignant et dessinant le soir sur toutes sortes de supports comme papiers de récupération et cartons d'emballages. « Son travail d'étudiant était axé autour d'une recherche de matières » évoque Daniel Cotta avec qui il partage une chambre parisienne début 1958.
En septembre 1958, Claude part vivre auprès de son oncle André Pick (frère de Carmen), franciscain et artiste peintre au Monastère de Cimiez. Conciliant là idéalement méditation religieuse, action caritative et création artistique - Claude fréquente l'École des arts décoratifs à Nice, travaille la céramique à Vallauris - André et Claude trouvent aussi à s'échapper ensemble depuis le port d'Antibes jusqu'à l'arrière-pays niçois, dans une complicité favorisée par la figure communément révérée d'Edmund Pick, "Morino".
C'est peu après sa rencontre avec Monique Beaugrand que Claude Morini est appelé pour le service militaire en novembre 1959 à Brive-la-Gaillarde, puis en décembre 1960 en Algérie où les lettres qu'il écrit à Monique sont chargées de désespoir. Rapatrié et hospitalisé pour hépatite et dépression au Val de Grâce fin 1961, démobilisé en mars 1962, il s'installe à Vallauris et épouse Monique en juillet 1962 (ils auront trois enfants, François, Marielle et Antoine). Il vient, par sa première exposition personnelle à la Galerie Cécile de Terssac à Cannes en 1966, à expérimenter durablement la technique de l'aluchromie, mode d'expression qui intéresse particulièrement cette galerie et qui lui offre de véritables débouchés dans l'architecture: on voit alors ses œuvres, principalement sur La Croisette à Cannes, installées dans les halls d'immeubles, les banques, les pharmacies et les salons privés.
En 1975, Claude Morini entame son fort investissement dans la gravure en quoi il voit un art à la fois « noble » et accessible au plus grand nombre, car tel est également son souci. C'est dans cet esprit qu'il expose alors dans les lieux publics (Maisons des jeunes et de la culture, banques, hôpitaux) - l'inauguration de l'Hôpital Larchet à Nice en 1979 inclut un accrochage de ses œuvres - et qu'il crée l'Association des artistes libres de la faculté de Blausasc.
À partir de 1978, constate Jacques Simonelli, la peinture de Claude Morini est obsessionnellement « peuplée d'un visage sans cesse répété, celui du peintre, ou du diable aussi bien, où se résume une solitude. Introspection douloureuse, comme chez Rembrandt ou chez Bacon, que soulignent les titres d'une série d'autoportraits: La folie parfois, L'attente, L'angoisse, Le peintre en péril ».
Le 22 mai 1982, âgé de 42 ans, confirmant le mal-être et le tourment ainsi révélés, Claude Morini choisit de quitter ce monde.

## Postérité
Dans son approche segmentée des figurations contemporaines qui lui sera offerte en 1986 par l'exposition itinérante Les figurations des années 1960 à nos jours, Francis Parent attribue à Claude Morini, en même temps qu'à Franta ou Ben-Ami Koller, une « manière plus formelle » qu'il distingue de la figuration « plus matiériste » d'Abraham Hadad, Roger-Edgar Gillet et Jean Revol, de l'expressionnisme de John Christoforou, Orlando Pelayo et Maurice Rocher, ou d'« d'une figuration qu'on pourrait appeler douce », comme chez Philippe Bonnet ou Gottfried Salzmann. Avec son nom qui demeure attaché à cette exposition, Claude Morini est l'un de ces artistes significatifs de ce que, dans le quart de siècle auquel elle est consacrée, toujours selon Francis Parent,« la figuration n'a jamais cessé d'être NOUVELLE ».  

## Expositions

### Expositions personnelles
- Galerie Cécile de Terssac, Cannes, 1966.
- Exécution de reliefs, Galerie Ferreo, Genève, 1970.
- Palais d'Orsay et Résidence Renoir, Cannes, 1970.
- First National City Bank, B.N.P., Résidence Arcadia, Palais de l'Europe, Nice, 1970.
- Salon d'honneur de l'aéroport de Marseille, 1975.
- Lloyds Bank et Banque La Hénin, Monaco, 1975.
- Galerie Cora, Genève, 1976, 1977, 1980.
- Galerie Art Marginal, Nice, 1976, 1977.
- Galerie ART 3, Paris, 1976.
- Galerie Arcanes, Bordeaux, 1976.
- Galerie Terre de Sienne, Nancy, 1976.
- Galerie Le Fil, Cherbourg, 1978.
- Galerie Jade, Colmar, 1979, 1982, 1986.
- Galerie Elle Apostrophe, Lyon, 1979.
- Galerie 17, Nice, 1979.
- Hôpital Larchet, Nice, 1979.
- Galerue du Troisième œil, Bordeaux, 1980.
- Galerie Feldman, Berne, 1981.
- Galerie du Vieux Chêne, Genève, 1982.
- Hommage à Morini - Gravures, Galerie municipale Mossa, 1983.
- Rétrospective-hommage, Château-musée de Cagnes-sur-Mer, 1985.
- Galerie Matarasso, Nice, 1985.
- Golden Gallery, Nice, 1990.
- Expositions pédagogiques, Galerie du Lycée Carnot, Cannes, 2000, 2001, 2002, 2005.
- Morini, rétrospective, C.I.A.C. Château de Carros, novembre 2002 - février 2003[9].
- Morini, gravures et aluchronies, Galerie les Cyclades, Antibes, novembre 2002 - janvier 2003[9].
- Morini, gouaches, Librairie-galerie Matarasso, Nice, décembre 2002[9].
- Exposition pédagogique, Lycée Masséna, Nice, 2004.
- Collections particulières, Le fond de scène, Nice, Grand château de Valrose, Université de Nice Sophia-Antipolis, 2005.
- Claude Morini à la rencontre de son grand-père Odon Morinyi, Maison des arts, Pécs (Hongrie), 2005.
- Médiathèque André Verdet, Carros, 2005.
- Château-mairie de Tourrettes-sur-Loup, août-octobre 2010[10].
- Transart café, Antibes, janvier-février 2012[11].
- Gravures, Galerie Matarasso, Nice, novembre-décembre 2013.
- L'œuvre gravée de Claude Morini, Bibliothèque Louis-Nucéra, Nice, novembre 2013 - février 2014[12],[13].
- Autour de la gravure, Galerie la Pointe Badine, Vence, décembre 2013[14].
- En l'absence de l'artiste, Galerie Eva Vautier, Nice, janvier-février 2014[6],[15].

### Expositions collectives
- Festival d'Avignon, 1962.
- Exposition du groupe Prix provençal, Juan-les-Pins, 1964.
- Peintres autour de Picasso, Vallauris, 1967.
- 5e festival des arts plastiques, Antibes, 1968.
- Exposition d'aluchromies, Groupe Péchiney, Paris, 1968.
- Galerie des quatre vents, 1968.
- Rencontres et humanisme - Sculptures et reliefs sur aluminium, Cannes, 1969.
- Congrès Adal, Paris, 1969.
- Euro-design, Nancy, 1969.
- L'Art de demain, Niort, 1969.
- Groupe des artistes-décorateurs, Grand Palais (Paris), 1969.
- Groupe de Terssac, Paris, 1970.
- Aluchromies, Galerie Diagram, Nice, 1975.
- Aluchromies, Galerie Kohler, Berne, 1975.
- Aluchromies, M.J.C. Garbella, Nice, 1975, 1977, 1980, 1981.
- Salon de la jeune sculpture, Paris, 1976.
- Salon des artistes français, Paris, 1976, 1977[16].
- Salon gravure et gouaches, Dijon, 1980.
- Festival de Châteauvallon, 1980.
- Introspection, Musée des Ponchettes, Nice, 1981.
- Les figurations des années 60 à nos jours - Valerio Adami, Lydie Arickx, Eduardo Arroyo, Philippe Bonnet, John Christoforou, Robert Combas, Pierre Dessons, Roger-Edgar Gillet, Peter Klasen, Claude Morini, Jean Revol, Maurice Rocher, Jean Rustin, Gérard Schlosser, Hervé Télémaque, Vladimir Veličković…, exposition itinérante, Musée des Beaux-Arts de Dunkerque, château Grimaldi de Cagnes-sur-Mer, Musée d'art moderne de Troyes, Musée des Beaux-Arts de Carcassonne, couvent des Cordeliers de Châteauroux, 1986-1987[8].
- Art Jonction International (présenté par la Golden Gallery), Nice, 1990, 2001.
- Maison des artistes, Hauts de Cagnes, avec Bernard Damiano, Franta, Émile Crociani, Michel Joyard, Frédéric Altmann, 2004.

## Réception critique
- « J'ai eu la chance de rentrer dans l'espace Morini. L'escalier de ma maison, la plupart des pièces sont éclairées par les perspectives qu'a ouvertes Morini. On me dit qu'il est mort. Allons donc, il est là, devant moi, autour de moi, en moi. » - Max Gallo[17]
- « Je me souviens, j'étais plus jeune, et on croyait, avec l'objet, avoir enterré les Morini, (Sylvain) Vigny, etc. En fait, Morini continuait à peindre l'essentiel. Comment aurais-je pu savoir que Morini souffrait tant d'art? Qu'il voulait tout dire et tournait autour? » - Ben[18]
- « C'est de solitude qu'il s'agit, soulignée par une mise en page qui est une mise en cage. » - Jean-Pierre Delarge[19]
- « J'ai des souvenirs émus de cet artiste hors les normes qui n'existait que par et pour la peinture, sa seule raison de vivre, comme un véritable sacerdoce. Sa figure d'ascète et sa fébrilité d'accomplir son parcours d'artiste libre, sans aucune prosternation à la mode et aux pouvoirs des institutions, sont aussi des éléments qui resteront gravés dans ma mémoire. Claude n'était pas un courtisan, c'était un homme pressé, et sa passion de faire jaillir de la toile des personnages étranges m'enchanta en même temps qu'elle m'inquiétait, à le voir aussi tendu et bouleversé par son aventure picturale. » - Frédéric Altmann[20]
- « L'insistance avec laquelle Morini utilise les perspectives invite à rapprocher ses constructions spatiales de celles d'un Chirico ou des architectures de certains maîtres toscans et à reconnaître l'espace morinien comme espace métaphysique où se joue le jeu de l'être ou ne pas être. » - Jacques Simonelli[21]
- « L'œuvre de Claude Morini me parait exprimer cette recherche du délicat point d'équilibre entre la raison et le gouffre. » - Philippe Claudel
- « Morini: des hommes barbus qui fuient dans des nuits d'encre et qui viennent reprendre souffle auprès de géantes sur papier, toutes blanches. La solitude, la transgression, la culpabilité, et du noir, du noir même dans le rose. Je crois que j'ai tout dit. » - Michel Joyard[22]

## Prix et distinctions
- Prix de peinture de l'Union européenne pour l'art moderne, 1965.

## Musées et collections publiques
- Château-musée de Cagnes-sur-Mer.
- MAMAC - Musée d'art moderne et d'art contemporain de Nice[23].
- Centre international d'art contemporain, Château de Carros.
- Bibliothèque patrimoniale Romain-Gary, Nice.
- C.E.S. Risso, Nice (au titre du 1% artistique).

## Collections privées
- Max Gallo[17].